# Leif Donde
Leif Donde (født 30. maj 1937 i København) er en dansk pensioneret diplomat, der gennem 44 år arbejdede i udenrigstjenesten.
Leif Bonde blev født ind i en jødisk familie, hvor faren drev et skrædderi. Forældrene var aktive i det jødiske samfund i København. Under besættelsen flygtede han og familien til Sverige og vendte tilbage til Danmark efter befrielsen i 1945.
Han blev nysproglig  student fra Østre Borgerdyd Gymnasium i 1955 og sidenhen uddannet i handel hos Peter F. Heering, ligesom han blev korrespondent i engelsk og spansk.
I sit lange virke i udenrigstjenesten var han blandt andet generalkonsul for Hong Kong, Macau og den sydlige del af Kina 1984-1988, generalkonsul i New York 1988-1994 og fra 1995 til 1999 Danmarks ambassadør i Argentina, Uruguay og Paraguay. Frem til sin pensionering i 2005 var han Danmarks ambassadør i Sydkorea.
Han blev i 1986 ridder af Dannebrog af 1. grad og modtog i 1993 desuden Dannebrogordenens Hæderstegn.